# Florin Scărlătescu
Florin Scărlătescu (n. 6 noiembrie 1906, București, România – d. 18 decembrie 1993, București, România) a fost un actor român de teatru și film, distins cu titlul de Artist Emerit al Republicii Populare Romîne.

## Filmografie
- Școala în aer liber (1943) - lectură
- Nepoții gornistului (1953) - ministrul de interne Buricescu
- Răsare soarele (1954) - Buricescu
- Gelozia bat-o vina (1954) - agronomul Andrei Durma
- Tudor (1963) - boierul Filipescu Vulpe
- Titanic-Vals (1965) - avocatul Procopiu
- Rața sălbatică (film TV, 1965)
- Haiducii (1966) - vel-vistiernicul Dudescu
- Doisprezece oameni furioși (film TV, 1966) - juratul bătrân
- Șapte băieți și o ștrengăriță (1967)
- Maiorul și moartea (1967) - colonel
- Răpirea fecioarelor (1968) - vel-vistiernicul Dudescu
- Răzbunarea haiducilor (1968) - vel-vistiernicul Dudescu
- Vin cicliștii (1968)
- Fum (film TV, 1968)
- Baltagul (1969) - subprefectul
- Diavolul și bunul Dumnezeu (1970)
- Mihai Viteazul (1971) - boierul Iani, unchiul lui Mihai Viteazul
- Haiducii lui Șaptecai (1971) - vel-vistiernicul Dudescu
- Zestrea domniței Ralu (1971) - vel-vistiernicul Dudescu
- Săptămâna nebunilor (1971) - vel-vistiernicul Dudescu
- Puterea și adevărul (1972)
- Felix și Otilia (1972) - Popa Țuică
- Cu mîinile curate (1972) - bijutierul Lembert
- Bariera (1972) - preotul Chirică
- Un martor al igienii (1972)
- 1973 Apașii (Apachen), regia Gottfried Kolditz, rol: Pedro
- Procesomanii (1973)
- Scorpia (1973)
- Ultimul cartuș (1973) - soțul patroanei
- Dincolo de nisipuri (1974) - prefectul de Brăila
- Porțile albastre ale orașului (1974) - pokerist
- Cadavrul viu (film TV, 1975)
- Speranța nu moare în zori (film TV, 1976)
- Jucătorii de cărți (film TV, 1977)
- Marele singuratic (1977) - preot

## Distincții
Pentru meritele sale artistice, actorul Florin Scărlătescu a primit următoarele distincții:
- Ordinul Meritul Cultural în gradul de Medalie cl. I, pentru teatru (23 septembrie 1942)[2]
- Ordinul Muncii cl. a II-a (6 iulie 1956) „cu prilejul împlinirii a 10 ani de la înfințarea Teatrului Armatei, pentru merite deosebite în muncă”[3]
- titlul de Artist Emerit al Republicii Populare Romîne (13 ianuarie 1964) „pentru merite deosebite în activitatea desfășurată in domeniul teatrului, muzicii și artelor plastice”[4]
- Ordinul Meritul Cultural clasa a II-a (6 noiembrie 1967) „pentru merite deosebite în domeniul artei dramatice”[5]